# Taconite, Minnesota
Taconite là một thành phố thuộc quận Itasca, tiểu bang Minnesota, Hoa Kỳ. Năm 2010, dân số của thành phố này là 360 người.

## Dân số
- Dân số năm 2000: 315 người.
- Dân số năm 2010: 360 người.